# Distrito de Chincha Alta
El distrito de Chincha Alta es uno de los once que conforman la provincia de Chincha ubicada en el departamento de Ica en el Sur del Perú.
Desde el punto de vista jerárquico de la Iglesia católica forma parte de la Diócesis de Ica.

## Historia
La zona de Chincha Alta fue fundada con el nombre de "Santo Domingo de la Corona Real de Chincha" el 15 de diciembre de 1571. Iniciada la república, Chincha Alta perteneció a la jurisdicción de la provincia de Cañete. El distrito fue creado el 2 de enero de 1857. En 1866, es desmembrada de Cañete para formar parte del recién creado Departamento de La Independencia (hoy Departamento de Ica).

## Geografía
Por su ideal ubicación, está unido a todos los distritos brindando a los turistas un fácil acceso las ciudades del sur y centro del país. Tiene una población de 62.609 habitantes con una tasa de crecimiento anual de 1,1%. El área superficial de 258,35 km².  La ciudad se encuentra a una altitud de 95,0  m s. n. m.

## Hitos urbanos
Chincha Alta es la capital de la provincia de Chincha. Uno de los principales atrativos de este distrito es la iglesia de Santo Domingo, iglesia mayor.
Dentro del perímetro de la ciudad, se encuentran los más importantes centros comerciales, los centros de abastos más grandes e importantes de la ciudad, las sedes de las instituciones públicas y privadas más represetantivas del gobierno central, regional y local, como la Prefectura, el Gobierno Regional Ica y la Municipalidad Provincial de Chincha, así como la Corte Superior y otras. Los terminales de transportes con buses hacia todas las ciudades del país.

## Indicadores de población
De conformidad con el X Censo Nacional de Población y V de Vivienda realizado en 2005 por el Instituto Nacional de Estadística e Informática (INEI) Archivado el 12 de abril de 1997 en Wayback Machine., la población de Chincha Alta (distrito) asciende a 56.085 habitantes, de los cuales 27.364 habitantes (48,79%) son hombres y 28.721 habitantes (51,21%) son mujeres. La tasa de crecimiento anual es de 1,1% y la densidad poblacional es de 217,09 habitantes/km².
La edad quinquenal más alta corresponde al rango de 10-14 años, con un 10,25% y la más baja al rango comprendido entre 95-99 años con un 0,08%. La población alfabeta, asciende a 49.348 habitantes, lo que representa el 93,07% contra los analfabetos que ascienden a 3.672 habitantes o el 6,93%. El nivel educativo más alto alcanzado corresponde al de secundaria completa con un 22,93% y el más bajo a educación inicial con un 2,72%.
Las viviendas tienen energía dentro del lote y el combustible más usado para cocinar es el gas con un 79,40% y el menos usado es el carbón con un 0,04%.
Con respecto a la tenencia de la propiedad, el mayor porcentaje corresponde a "vivienda propia, totalmente pagada" con un 74,97% y el menor porcentaje corresponde a "cedida por el centro de trabajo" con un 0,42%. El mayor porcentaje de energía usada para el alumbrado, es la electricidad con un 88,59% y el menor usado es el generador eléctrico con un 0,12%.
En lo referente al abastecimiento de agua, el mayor porcentaje de viviendas está conectada a la red pública de abasstecimiento, con un 85,40% y el menor porcentaje corresponde a abastecimiento por pozo con un 0,16%. En lo referente al alcantarillado y eliminación de aguas negras y excretas el mayor porcentaje de viviendas está conectado a la red pública, con un 75,47% y el menor porcentaje corresponde a "río, acequia o canal" con un 0,37%.
El total de viviendas censadas en Chincha Alta es de 12.257.

## Autoridades

### Municipales
- 2019 - 2022[2]
  - Alcalde: Armando Huamán Tasayco, de Unidos por la Región.
  - Regidores:

  1. Felipe Humberto Mendoza Gonzáles (Unidos por la Región)
  2. César Carlessy Rojas Canales (Unidos por la Región)
  3. Boris Esteban Castro Robles (Unidos por la Región)
  4. Raúl Solano De la Cruz (Unidos por la Región)
  5. María Antonia Terán Almeyda (Unidos por la Región)
  6. Geraldo Enrique De la Cruz Boga (Unidos por la Región)
  7. Pierina Geraldine Gonzáles Aquije (Unidos por la Región)
  8. María Rossana Oliva Córdova de Cuadrado (Avanza País - Partido de Integración Social)
  9. Luis Enrique Castilla Tasayco (Avanza País - Partido de Integración Social)
  10. Sergio Eid Kamo Montaldo (Movimiento Regional Obras por la Modernidad)
  11. César Augusto Sotelo Luna (Perú Patria Segura)

## Festividades
- Señor Crucificado.
- Virgen de Fátima.